# Delta-Gletscher
Der Delta-Gletscher ist ein steiler Gletscher im ostantarktischen Viktorialand. Er fließt von der Worcester Range zwischen dem Northcliffe Peak und dem Delta Bluff in die Westflanke des Skelton-Gletschers.
Die von der neuseeländischen Gruppe der Commonwealth Trans-Antarctic Expedition (1955–1958) vorgenommene Benennung als Cascade Glacier wurde geändert, um Verwechslungen mit einem so bereits benannten Gletscher zu vermeiden. Der heute gültige Name leitet sich vom Delta Bluff ab, das nach seiner in der Grundfläche dreieckigen Form benannt ist.